# Rite zaïrois
On appelle rite zaïrois, ou missel romain pour les diocèses du Zaïre, une adaptation africaine (plus particulièrement « congolaise ») du rite liturgique romain de l'Église catholique. Il fut approuvé par le Saint-Siège en 1988, mais reste très peu pratiqué par les catholiques du Congo.
La mise sur pied du « rite zaïrois » correspond à la mise en pratique de l'idée d'inculturation, cherchant à impliquer les fidèles dans la vie liturgique par la reconnaissance et la prise en compte de la culture locale.

## Initiation et approbation
Le concile Vatican II a décrété : « Pourvu que soit sauvegardée l’unité substantielle du rite romain, on admettra des différences légitimes et des adaptations à la diversité des assemblées, des régions, des peuples, surtout dans les missions »; et il a indiqué qu'il appartient à la conférence épiscopale de déterminer ce qui en ce domaine peut opportunément être admis dans le culte divin et de proposer au Saint-Siège les adaptations jugées utiles ou nécessaires, pour être introduites avec son consentement».
Le consentement fut donné par la Congrégation pour le culte divin le 30 avril 1988 en tant que Missel romain pour les diocèses du Zaïre, et non comme « Rite zaïrois de la célébration eucharistique », comme proposé auparavant.

## Particularités

### La danse
Le « rite zaïrois » (plus strictement parlant, le « Missel romain pour les diocèses du Zaïre ») insiste sur la participation active de l'assemblée, y compris par des gestes et mouvements, qui expriment la participation de tout le corps à la prière, comme est normal dans les célébrations liturgiques non seulement dans ce pays mais dans beaucoup d'autres pays africains,,, et qui dans le Missel lui-même sont appelés « danse».

Cependant cette participation active ne saurait être confondue avec ce que dans la culture européenne serait appelé danse, ainsi que le rappelle le cardinal Joseph Ratzinger, futur Benoit XVI :

« D'ailleurs aucun rite chrétien ne connaît la danse. Ce qu'on appelle ainsi dans la liturgie éthiopienne ou dans la forme zaïroise de la liturgie romaine, est en fait une procession en cadence, tout à fait appropriée à la dignité de la liturgie. Cette démarche rythmée confère une unité et une ordonnance aux différents moments de la liturgie, une beauté et une dignité à la mesure de Dieu. »

— Joseph Ratzinger, L'esprit de la liturgie, Ad Solem Éditions SA, Genève, 2001, « Le corps dans la liturgie », p.157
Dans une conférence tenue par le cardinal Francis Arinze le 2 septembre 2007 à Bloomingdale dans l’Ohio, celui-ci estime encore que « La danse est inconnue du rite latin de la Messe. (…) Dans le strict cadre liturgique (Messe, sacrements), on ne devrait parler de danse liturgique en aucune façon. »

### Autres particularités
Une autre particularité est l'invocation des « ancêtres de cœur droit » après l'invocation des « saints Patriarches et Prophètes », des « saints Apôtres et Évangélistes » et « tous les saints du ciel». C'est une affirmation eschatologique de l'assemblée chrétienne et une évocation essentielle qui fait partie de la culture du Congo. Une troisième caractéristique est le rôle des lecteurs dans les célébrations liturgiques qui sont mandatés par le prêtre et reçoivent de lui une bénédiction avant d'aller au lutrin pour la lecture du passage biblique. Le dialogue entre célébrant et assemblée est très développé. Quant au déroulement de la messe, l'aspersion d'eau bénite, la préparation pénitentielle et le rite de paix ont lieu au milieu de la messe, avant l'offertoire.
Le vêtement des prêtres dans le rite zaïrois fait écho à celui des chefs de la tradition africaine et rappelle symboliquement que le Christ est le chef de l'Église .
Ce rite n'est pas réservé à la République démocratique du Congo et peut être utilisé dans d'autres pays. Le pape François a ainsi déjà célébré une messe en rite zaïrois dans la basilique Saint-Pierre de Rome, en décembre 2019 puis en juillet 2022.

## Réception et critiques
Le rite zaïrois est en réalité très peu pratiqué par les catholiques du Congo.
Pour le pape François, le rite zaïrois est un "modèle d'inculturation". Selon Vittorio Francesco Viola (en), secrétaire du Dicastère pour le culte divin, le processus de mise en place du rite est un "un modèle du chemin synodal des pasteurs à l’écoute du peuple pour penser et repenser les modalités d’une liturgie vivante".
Selon Louis Bira, théologien congolais et missionnaire xavérien, le rite zaïrois présente toutefois des "zones d'ombres" méritant éclaircissements : l'image du prêtre vêtu en chef laisse-t-elle bien transparaître celle du Christ crucifié puis ressuscité ? L'intervention trop importante des fidèles fait apparaitre la messe "comme un spectacle", manquant d'intériorité et s'éloignant de la participatio actuosa de Sacrosanctum Consilium. Le clergé local critique par exemple la conception réductionniste d'une culture africaine statique, aboutissant au folklorisme.

### Ouvrages
- [Ludwig Bertsch 1993] (de) Ludwig Bertsch, Der neue Meßritus im Zaire : ein Beispiel kontextueller Liturgie, Fribourg-en-Brisgau, Verlag Herder (de), coll. « Theologie der Dritten Welt » (no 18), 1993, 256 p. (ISBN 978-3-451-22890-2, OCLC 782142579)
- Kabongo, Edouard: Le rite zaïrois de la messe. Théologie de l'Eucharistie en contexte africano-congolais. Freiburg i. Ü.: Theologische Fakultät, 2005, Thèse.
- Marie-Jeanne Muende-Mampuya, Contexte historique du christianisme et inculturation de la liturgie catholique : de la liturgie orientale aux rites africains (Thèse de doctorat d'Histoire), Nancy, Université Nancy 2, octobre 2008, 601 p. (lire en ligne)
- Jean de Dieu Ndjadi Djowa, Missel Romain pour les diocèses du Zaïre : essai de compréhension (mémoire de master), Paris, Institut catholique de Paris, 2010, 99 p. (OCLC 913495710)
- [Jean-Sébastien Laurent 2020] Jean-Sébastien Laurent, Cantiques et tambours à Kinshasa : Un siècle de musique liturgique, Paris, Éditions Karthala, coll. « Histoire des mondes chrétiens », février 2020, 240 p. (ISBN 978-2-8111-2719-0)

### Articles
- Chris Nwaka Egbulem, "An African Interpretation of Liturgical Inculturation: The Rite Zairois", in A Promise of Presence, Michael Downey and Richard Fragomeni (eds.). Washington, D.C.: The Pastoral Press, 1992.
- Bureau de Presse du Saint-Siège, « Bulletin du Synode des évêques de 2005 », Publications du Saint-Siège,‎ 2005 (lire en ligne)
- Louis Bira, « Retour sur le « Rite congolais de la messe » », afrique.xaveriens.org,‎ 7 janvier 2021 (lire en ligne)
- Stanislas Kambashi, «Le rite zaïrois de la messe exprime la catholicité et l’africanité», sur Vatican News, 28 janvier 2023 (consulté le 11 février 2023)